# Tomàs Mas i Penes
Tomàs Mas i Penes (Reus, 1834 - Mèxic, 1913) va ser un jesuïta missioner.
El biògraf reusenc Josep Olesti fa una anotació sobre la seva vida: va ingressar a la Companyia de Jesús a França el 1855. Ordenat sacerdot el 1868, va ser destinat al col·legi de les Missions a Manila (Filipines). Va recórrer diverses illes i residí a la Missió de Seno, a la regió de Davao. El 1879 va anar a Mèxic, on ajudà a fundar diverses residències, col·legis i cases missionals. La seva correspondència es conserva a Mèxic, i una part va ser recollida a Cartas edificantes de las misiones de la Compañía de Jesús en la de Mindanao, publicades a Manila entre el 1879 i el 1882.